# Ljubljanska borza
Die Ljubljanska borza (deutsch Laibacher Börse, englisch Ljubljana Stock Exchange oder LJSE) ist die Wertpapierbörse in Ljubljana, Slowenien. An der einzigen Börse Sloweniens werden werktags von 9.30 und 13.00 Uhr Aktien, Staatsanleihen und Investmentzertifikate gehandelt.

## Geschichte
Eine erste Börse existierte in Ljubljana von 1924 bis 1942. Die heutige Börse wurde am 26. Dezember 1989 auf der Basis zweier kapitalschützender Gesetze neu gegründet.
Die Börse hatte 29 Mitarbeiter (Stand: 31. Dezember 2006), im Geschäftsjahr 2005 wurde ein Umsatz von etwa 3 Millionen Euro erwirtschaftet.
Sie war Tochtergesellschaft der CEE Stock Exchange Group und wurde im Juli 2015 an die Zagreber Börse verkauft.

### Übernahme durch die Wiener Börse
Im Juni 2008 hat die Wiener Börse 81 % der Anteile der Laibacher Börse für 20 Mio. Euro übernommen. 2010 wurde die Laibacher Börse als Tochtergesellschaft in die CEE Stock Exchange Group integriert.

## Indizes
Es werden vier Indizes berechnet;
- SBI 20 (Slovene Stock Exchange Index)
- SBI TOP (Slovene Blue Chip Index)
- PIX (Investment Funds Index)
- BIO (Bond Index)

## Mitgliedschaften
Sie ist Teil der:
- Sustainable Stock Exchanges Initiative